# 1967年の宝塚歌劇公演一覧
本項目では、1967年の宝塚歌劇公演一覧（1967ねんのたからづかかげきこうえんいちらん）について示す。

## 宝塚公演

### 花組
- 1月1日 - 1月25日　宝塚大劇場

#### 舞踊『寿式三番叟』 2場
スタッフ
- 演出・振付：楳茂都陸平
- 音楽：酒井協、高橋廉
- 音楽指揮：野村陽児
- 装置：荒島鶴吉
- 衣装：小西松茂、中川菊枝
- 照明：山本重信
- 小道具：上田特市
- 効果：松岡知一
- 音響監督：松永浩志
- 演出補：植田紳爾
- 制作：大島治雄

主な出演
- 三番叟：天津乙女
- 翁：冨士野高嶺
- 千歳：梓真弓

#### グランド・レビュー『龍風夢 (ロンハンモン)』 24場
- 作・演出：鴨川清作

### 月組
- 1月28日 - 2月28日　宝塚大劇場

#### 舞踊劇『おーい春風さん』 1幕
- 作・演出：植田紳爾

#### ミュージカル・ロマンス『霧深きエルベのほとり』 24場
- 作・演出：菊田一夫

### 雪組
- 3月2日 - 3月23日　宝塚大劇場

#### ミュージカル・ロマンス『忘れじの歌』 9場
スタッフ
- 作・演出：白井鐵造
- 作曲：高井良純
- 音楽指揮：野村陽児
- 振付：鈴木武
- 装置：石浜日出雄
- 衣装：小西松茂
- 照明：今井直次
- 小道具：生島道正
- 効果：東信行
- 録音：松永浩志
- 演出補：大関弘政
- 演出助手：草野旦
- 制作：野田浜之助

主な出演
- ジェーン：八汐路まり
- 公爵夫人：大路三千緒
- マッケンジー博士、ダルメン：真帆志ぶき
- メルバ：加茂さくら
- リスター伯：葉月恵
- メルドラム公：水島みのる
- ハリー：牧美佐緒
- ジョージ：亜矢ゆたか
- ブランド：安芸ひろみ
- ヘンリー：大滝子
- スーザン：大原ますみ
- ビリー：汀夏子
- ピーター：安奈淳

#### グランド・ショー『タカラジェンヌに乾杯!』 26場
スタッフ
- 作・演出：横澤秀雄
- 音楽：吉崎憲治、小坂務、広瀬健次郎
- 歌唱指導：水島早苗
- 音楽指揮：溝口尭
- 振付：岡正躬、佐々木和男、県洋二、山田卓
- 装置：石浜日出雄
- 衣装：静間潮太郎
- 照明：今井直次
- 小道具：上田特市
- 効果：東信行
- 録音：松永浩志
- 演出補：柴田侑宏
- 演出助手：岡田敬二
- 振付補：高木祥次
- 制作：野田浜之助

主な出演
- エトワール、ジャニンヌ、歌う男：真帆志ぶき
- 歌う女：如月美和子、加茂さくら、姫由美子
- 踊るエトワール、ジャン：松乃美登里
- 歌うムッシュ：安芸ひろみ
- 青年：水島みのる、牧美佐緒、亜矢ゆたか、大滝子

### 星組
- 3月25日 - 4月26日　宝塚大劇場

#### 日本民俗舞踊第10集 近畿篇『花風流』 10場
スタッフ
- 取材・構成：宝塚歌劇団・日本郷土芸能研究会
- 演出：渡辺武雄
- 監修：三隅治雄
- 脚本：阿古健
- 音楽：酒井協、高橋廉、堤五郎、河崎恒夫
- 音楽指揮：野村陽児
- 振付：渡辺武雄、高木祥次、睦千賀
- 装置：黒田利邦、新保正雄
- 衣装：小西松茂、中川菊枝
- 照明：北辻芳一
- 小道具：生島道正
- 効果：坂上勲
- 録音：松永浩志
- 演出補：阿古健
- 制作：宮一郎

主な出演
- 歌う宝女：如月美和子
- 阿国：高城珠里
- 山三：鳳蘭
- 歌う男：千波淳
- お染：橘香久子
- 久松：南原美佐保
- 義太夫語り手：水代玉藻
- 知恵の翁：天城月江
- 太郎冠者：立花公子
- 次郎冠者：深山しのぶ

#### グランド・レビュー『世界はひとつ』 23場
スタッフ
- 作・演出：内海重典
- 音楽：寺田瀧雄、入江薫、中元清純、高井良純
- 指導：葛原祐川
- 音楽指揮：溝口尭
- 振付：河上五郎、県洋二、山田卓、内田喜隆、小井戸秀宅、鈴木武
- 装置：石浜日出雄
- 衣装：静間潮太郎
- 照明：今井直次
- 小道具：上田特市
- 効果：村上茂
- 録音：松永浩志
- 演出補：小原弘亘
- 演出助手：草野旦
- 制作：宮一郎

主な出演
- 歌う紳士、童話の少年：那智わたる
- 歌う紳士：上月晃
- 歌う淑女：如月美和子
- 踊る男：千波淳、高城珠里
- 踊る女：大空美鳥
- 歌うスイスの若者：南原美佐保
- 少女：橘香久子

### 雪組
- 4月28日 - 5月31日　宝塚大劇場

#### ミュージカル・コメディ『おてもやん』 8場
- 作・演出：大関弘政

#### グランド・レビュー『世界はひとつ』 23場
スタッフ
- 作・演出：内海重典
- 制作：野田浜之助

（続編）
主な出演
- 歌う紳士：真帆志ぶき
- 踊る男：松乃美登里、牧美佐緒、亜矢ゆたか
- 踊る女：美高悠子、安芸ひろみ、珠丘美登里
- 歌う淑女：可奈潤子
- ギターの男：大滝子、汀夏子、安奈淳
- 少女：高宮沙千

### 花組
- 6月2日 - 6月28日　宝塚大劇場

#### 宝塚ロマンス『白鷺』 10場
スタッフ
- 作：田中澄江
- 演出：春日野八千代
- 振付：花柳寿輔
- 作曲：寺田瀧雄
- 音楽指揮：野村陽児
- 擬斗：宮内昌平
- 装置：渡辺正男
- 衣装：小西松茂、中川菊枝
- 照明：今井直次
- 小道具：上田特市
- 効果：坂上勲
- 録音：松永浩志
- 演出補：植田紳爾
- 振付補：高木祥次
- 制作：大島治雄、宮一郎

主な出演
- 松波照代：美吉左久子
- 乳母：清川はやみ
- 権之丞：沖ゆき子
- 赤姫：白雪式娘
- るん：近衛真理
- 経太：美吉野一也
- 光之進：甲にしき
- 鈴姫：花里ゆかり

#### ミュージカル・プレイ『燦めく星の下に』 20場
スタッフ
- 作・演出：高木史朗
- 作曲：中元清純
- 音楽指揮：溝口尭
- 振付：県洋二、佐々木和男、鈴木武
- 装置：黒田利邦
- 衣装：静間潮太郎、任田幾英
- 照明：今井直次
- 小道具：生島道正
- 効果：村上茂
- 録音：松永浩志
- 音楽製作：宝塚映画
- 演出補：阿古健
- 演出助手：草野旦
- 制作：大島治雄、宮一郎

主な出演
- 老フレッド：美吉左久子
- マックリー：桂木ゆたか
- フレッド：麻鳥千穂
- マリー：近衛真理
- ピーター：甲にしき
- ローラ：花久仁子
- リンダ：那賀みつる
- マックス：水穂葉子
- ジュリー：美和久百合
- ロバート：薫邦子

### 月・星組
- 7月1日 - 7月30日　宝塚大劇場

#### ミュージカル・プレイ『オクラホマ!』 2部6場
- 作曲：リチャード・ロジャース
- 脚本・作詞：オスカー・ハマースタインII
- 演出：ジェームジー・デ・ラップ

### 星組
- 8月1日 - 8月30日　宝塚大劇場

#### ミュージカル・ロマンス『さよなら僕の青春』 16場
スタッフ
- 作・演出：菊田一夫
- 演出：鴨川清作
- 音楽：入江薫、中井光晴、寺田瀧雄
- 音楽指揮：橋本和明
- 歌唱指導：水島早苗
- 振付：岡正躬
- 装置：渡辺正男
- 衣装：静間潮太郎
- 照明：久保安太郎
- 小道具：生島道正
- 効果：村上茂
- 録音：松永浩志
- 演出補：酒井澄夫、海野洋司
- 制作：野田浜之助

主な出演
- グレゴリー：神代錦
- フランツ：那智わたる
- オットオ：岬ありさ
- カーレン：瑠璃豊美
- トマス：千波淳
- ハンス：高城珠里
- シルビア：富士ます美
- ヨハン：鳳蘭

#### ミュージカル・ショー『ワン・ボーイ』 12場
- 作・演出：横澤秀雄

### 雪組
- 9月1日 - 9月28日　宝塚大劇場

#### ミュージカル・ロマンス『花のオランダ坂』 12場
スタッフ
- 作・演出：菊田一夫
- 演出：鴨川清作
- 音楽：入江薫、寺田瀧雄
- 音楽指揮：野村陽児
- 振付：河上五郎
- 装置：渡辺正男
- 衣装：小西松茂、中川菊枝
- 照明：棚橋守
- 小道具：生島道正
- 効果：坂上勲
- 録音：松永浩志
- 演出補：小原弘亘
- 制作：野田浜之助

主な出演
- ヘンドリック・ズーフ：真帆志ぶき
- ツル：加茂さくら
- 丈吉：汀夏子
- 幼時の丈吉：可奈潤子
- ツルの母：大路三千緒
- 幻想のツル：三鷹恵子
- アルフォンゾ：牧美佐緒
- 弥平太：亜矢ゆたか
- ローザ：竹里早代

#### グランド・ショー『シャンゴ』 20場
- 作・演出：鴨川清作

### 花組
9月30日 - 10月29日　宝塚大劇場

#### ミュージカル・ドラマ『アルルの女』 4場
- 原作：アルフォンス・ドーデ
- 作曲：ジョルジュ・ビゼー

#### ミュージカル・フェア『ヒット・キット』 17場
- 作・演出：内海重典

### 月組
- 10月31日 - 11月30日　宝塚大劇場

#### ミュージカル・プレイ『アディオ・アモーレ』 7場
- 作・演出：高木史朗

#### ミュージカル・ショー『ワンダフル・タウン』 16場
- 作・演出：小原弘亘

### 星組
- 12月3日 - 12月26日　宝塚新芸劇場

#### 舞踊劇『水恋抄』 5場
スタッフ
- 作・演出：酒井澄夫
- 音楽：寺田瀧雄
- 音楽指揮：野村陽児
- 振付：花柳芳十郎
- 装置：荒島鶴吉
- 衣装：小西松茂、中川菊枝
- 照明：久保安太郎
- 小道具：上田特市
- 効果：坂上勲
- 録音：松永浩志
- 演出助手：草野旦
- 制作：野田浜之助

主な出演
- 浮草：瑠璃豊美
- 水神大臣：鳴海潮
- 吉兵衛：水代玉藻
- きく：初風諄
- 鯉之助：南原美佐保
- 五郎：八州千浪

#### バレエ『夢の中の少女』 1幕
スタッフ
- 構成・振付：大滝愛子
- 演出：柴田侑宏
- 音楽：ベートベン 絃楽三重奏より
- 装置：渡辺正男
- 衣装：任田幾英
- 照明：山本重信
- 小道具：上田特市
- 効果：村上茂
- 音響監督：松永浩志
- 制作：野田浜之助

主な出演
- ナレーター：初風諄
- 父：天城月江
- 少女：司このみ
- 母：小倉もみぢ
- 軽業師：真木たまみ、碧美沙
- 娘：羽山紀代美
- 青年：鳳蘭

#### ウィンター・フォーリーズ『若者達のバラード』8章
スタッフ
- 作・岡田敬二
- 演出：横澤秀雄
- 音楽：吉崎憲治、入江薫、中野潤二、高井良純
- 音楽指揮：溝口尭
- 振付：河上五郎、岡正躬、佐々木和夫、山田卓
- 装置：黒田利邦
- 衣装：静間潮太郎
- 照明：北辻芳一
- 小道具：生島道正
- 効果：東信一
- 録音：松永浩志
- 演出助手：草野旦
- 制作：野田浜之助

主な出演
- 歌手：如月美和子
- レティシア：初風諄
- ピエロ：南原美佐保
- ローマの娘：富士ます美
- ローマの青年：鳳蘭
- ゴーゴーの女：若山かずみ
- 聖歌隊長：天城月江

## 東京公演
（）内は、作者または演出者名。

### 星・雪組
- 1月2日 - 1月29日　新宿コマ劇場
  - 『忘れじの歌』（白井鐡造）
  - 『タカラジェンヌに乾杯!』（横澤英雄）

特別出演
- 雪組は選抜スターのみ
- 八汐路まり

### 花組
- 3月8日 - 3月29日　東京宝塚劇場
  - 『峠の万才』（内海重典　構成・演出）
  - 『龍鳳夢』（鴨川清作）

特別出演
- 天津乙女
- 美吉左久子
- 岬ありさ
- 上月晃

### 月組
- 4月1日 - 4月27日　東京宝塚劇場
  - 『おーい春風さん』（植田紳爾）
  - 『霧深きエルベのほとり』（菊田一夫）

特別出演
- 美吉左久子

### 雪組
- 7月1日 - 7月28日　東京宝塚劇場
  - 『紫式部』（白井鐡造）
  - 『ラブ・ラブ・ラブ』（鴨川清作）

### 花組
- 8月2日 - 8月29日　東京宝塚劇場
  - 『海の花天女』（平岩弓枝　作、春日野八千代　演出）
  - 『燦めく星の下に』（高木史朗）

特別出演
- 春日野八千代
- 美吉左久子

### 月組
- 9月2日 - 9月26日　東京宝塚劇場
  - 『オクラホマ!』（オスカー・ハマースタインⅡ　脚本、ジェームジー・デ・ラップ　演出）

### 星組
- 10月1日 - 10月29日　東京宝塚劇場
  - 『さよなら僕の青春』（菊田一夫、鴨川清作　演出）
  - 『世界はひとつ』（内海重典）

特別出演
- 美吉左久子
- 岬ありさ
- 那智わたる

### 雪組
- 11月2日 - 11月26日　東京宝塚劇場
  - 『花のオランダ坂』（菊田一夫、鴨川清作　演出）
  - 『シャンゴ』（鴨川清作）

## 宝塚・東京以外の日本公演
（）内は、作者または演出者名。

### 花組
- 4月21日 - 5月3日　静岡、瑞浪、瀬戸、小松、高岡、長浜、彦根、広島
  - 『恋天狗』（植田紳爾）
  - 『エスカイヤ・ガールス』（鴨川清作）

### 第五回宝塚フェスティバル
- 5月19日・20日　大阪・毎日ホール

### 花組
- 9月3日 - 9月10日　名古屋・中日ホール
  - 『日本の幻想』（高木史朗）
  - 『燦めく星の下に』（高木史朗）

### 雪組
- 10月2日 - 10月10日　岐阜、長浜、岡崎、刈谷
  - 『火の鳥』（郷土芸能研究会　構成）
  - 『ラブ・ラブ・ラブ』（鴨川清作）

### 花組
- 11月14日 - 12月4日　福山、玉名、熊本、川内、鹿児島、宮崎、都城、日南、延岡、大分、今治、松山、岡山
  - 『恋天狗』（植田紳爾）
  - 『エスカイヤ・ガールス』（鴨川清作）

## 日本国外

### ニューヨーク訪問
- 1967年2月25日羽田空港出発、3月5日羽田空港到着

公演日と公演地
- 3月1日、ニューヨークのプラザホテルで日本航空世界一周路線開設記念のギャラボール公演

スタッフ
- 団長：内海重典
- 音楽：吉崎憲治

参加生徒
- 黒木ひかる
- 若山かずみ
- 加茂さくら
- 高城珠里
- 橘香久子
- 甲にしき
- 上月晃
- 紅園ゆりか
- 薫邦子
- 銀あけみ

- 富士ます美
- 千夏記

（12名）

### マニラ訪問
- 1967年11月15日羽田空港出発、11月18日羽田空港到着

公演日と公演地
- 11月17日、マニラホテルで日本航空マニラ線開設記念公演

スタッフ
- 団長：小辻糺
- 演出：小原弘稔

参加生徒
- 黒木ひかる
- 若山かずみ
- 如月美和子
- 大空美鳥
- 千波淳
- 南原美佐保
- 姿美々
- 八州千浪
- 伊万里美沙
- 景千舟

- 松あきら
- 圓千春

（12名）